# 박성진 (축구 선수)
박성진(한국 한자: 朴省珍, 1985년 1월 28일 ~ )은 대한민국의 전직 축구 선수로 선수 시절 고양 KB국민은행, FC 안양, 화성 FC 등에서 공격수로 활약했다.

## 축구인 경력

### 유년 및 학창시절
박성진은 1994년 FIFA 월드컵을 보며 큰 감명을 받았고 이를 계기로 처음 축구를 시작하게 되었다. 어린 시절 육상 선수로 활동을 할 정도로 운동신경을 갖추었던 그는 서울용두초등학교 5학년부터 축구선수로서 활동하며 꿈을 키워나갔다. 육상선수 출신으로 빠른 발을 이용하여 스위퍼로 선수 생활을 시작하였으나 중학교부터는 공격수로 포지션을 바꾸었다.
이후 한양중학교와 동대부속고등학교를 거쳐 동국대학교 축구부에 입단하며 공격수로 활약하였다.

### 클럽경력

#### 고양KB국민은행
동국대학교를 졸업한 후 2007년 고양 KB국민은행 축구단에 입단하였다. 2007년 4월 28일에 열린 서산 오메가 FC와의 리그 경기에서 고양 국민은행 입단 이후 첫 골을 기록했다. 2007년 리그에서 총 12경기를 출전하며 3골 3도움을 기록하는 등 준수한 활약으로 성공적인 데뷔시즌을 보내게 된다. 2년 차인 2008년에는 부상 등의 여파로 많은 게임을 소화하지 못하였으나 2009년에는 총 24경기에 출장하며 4골 5도움을 기록하며 고양 KB국민은행 축구단의 2009 내셔널축구선수권대회 우승에 기여한다.
2010 시즌에도 5골 3도움을 기록하며 공격진에서 제 역할을 해주었으나 공격수로서 득점력이 아쉽다는 평가도 있었다. 그러나 2011 시즌에는 8골 3도움을 기록하였고, 특히 16라운드 안산 할레루야와의 경기에서 4골을 몰아치기도 하였다.
2012 시즌은 8골 12도움을 기록하며 팀을 준우승으로 이끌었을 뿐만 아니라 내셔널리그 도움왕(1위), 최다 공격포인트(1위), 베스트 11에 선정되며 리그 최고 선수로 자리매김하게 된다.

#### FC 안양
2012년을 끝으로 고양 KB국민은행 축구단이 해체되고, 정재용, 김병오 등과 함께 2013년 프로축구 신인 드래프트 우선 지명자로 신생팀 FC 안양에 선발되며 늦은 나이에 프로축구 선수로서의 꿈을 이루게 된다.

##### 2013 시즌
프로 데뷔 첫 해부터 박성진은 팀내 공헌도 1위를 차지하는 등 강렬한 활약을 하며 K리그 팬들에게 깊은 인상을 남긴다. 총 32경기에 출전해서 6골(팀내 득점 공동 1위) 7도움으로 총 13개의 공격 포인트를 기록했다. 이런 활약을 바탕으로 K리그 챌린지 위클리 베스트11에 6번이나 선정되었고 MOM(Man of the Match)도 4회를 기록하며 팀내에서 가장 많은 선정 횟수를 기록하였다. 뿐만 아니라 시즌 종료 후 팬들이 뽑은 FC 안양의 2013 시즌 MVP로 선정되었다.

##### 2014 시즌
2014 시즌을 앞두고 박성진은 FC 안양의 새 주장으로 임명된다. 1995년 서울용두초등학교에서 선수생활을 시작한 이래로 주장을 맡아본 경험이 없었으나 당시 FC안양의 이우형 감독의 두터운 신임과 이전 시즌 활약을 바탕으로 주장을 맡게 된다.
그러나 주장 완장의 부담과 골 침묵으로 28라운드까지 2골 3도움을 기록하며 2013 시즌에 비해 부진한 모습을 보였으나 29라운드부터 맹활약하며 감독의 믿음에 보답하였다.
후반기 맹활약을 바탕으로 34경기 출전 8골 6어시스트를 기록하였고 K리그 챌린지 주간 베스트 11에 7회, 주간 MVP 3회에 선정되었다. 이를 통해 2014년 K리그 챌린지 MVP 시상식에 대전 시티즌의 아드리아노 등과 함께 리그 MVP 후보에 오르게 되었다.
또한 2013년에 이어 2년 연속 FC 안양의 시즌 MVP로 선정되었다.

##### 2017 시즌
2015년부터 군 복무를 위해 K3리그 화성 FC에서 활동하였으며, 2016년 말 소집해제 후 원 소속팀인 FC 안양으로 복귀하였다.
하지만 잔부상에 많이 시달렸고 김종필 감독과 플레이 스타일이 맞지 않아 출전이 이전보다 급격히 줄어든 모습이다.

##### 2018 시즌
컨디션과 폼이 급격히 떨어졌고, 2017년과 같이 고정운 감독과 스타일이 맞지 않아 출전 역시 2017년과 비슷한 수준이였다.

#### 화성 FC(2015~2016)
군 복무를 해결하기 위해 상주 상무 축구단이나 안산 무궁화 축구단으로 갈 수 있는 충분한 실력을 갖추었음에도 시기를 놓침에 따라 K3리그 화성 FC에서 활약하며 군 복무와 선수로서의 활동을 이어간다. 특히 2015년 FA컵 3라운드와 4라운드에서 각각 중요한 골을 기록하며, 화성 FC의 FA컵 16강 진출에 큰 기여를 한다. 특히 당시 화성 FC는 국내 K3리그 최초로 FA컵 16강에 오르는 팀으로 기록된다.

#### 현역 은퇴
2019년 2월 22일, 현역 은퇴를 선언하며 11년간의 선수 생활을 마무리지었다. 총 237경기 46득점 40도움을 기록했고, K리그 통산 79경기 14득점 13도움을 기록했다.
2019년 5월 25일, 자신이 K리그 통산 첫 득점을 기록한 날에 치러지는 FC 안양과 서울 이랜드 FC의 경기에서 은퇴식을 가진다.

## 경기 스타일 및 성격
중앙과 측면을 가리지 않고 폭 넓은 움직임과 정확한 패스, 적극적인 수비 가담으로 득점뿐만 아니라 타 공격수 또는 2선에 있는 선수들에게 찬스를 많이 만들어준다. 공격수임에도 불구하고 도움이 많은 것은 이를 방증한다고 볼 수 있다. 튀는 것을 싫어하고 차분한 성격이지만 묵묵히 동료들을 챙기며 본인에게 맡겨진 임무를 수행하는 선수이다. 그를 8년 동안 지켜본 이우형 감독은 그의 이런 태도와 자세를 높게 평가하며 어린 선수들을 모범적으로 이끌 것이라 확신하였고 2014년 그를 신임 주장으로 선임하였다.

## 기타 경력
- 2014 K리그 선수위원회

| 클럽                   | 소속리그     | 시즌 | 리그 | 리그 | 리그 | FA컵 | FA컵 | FA컵 | 통산 | 통산 | 통산 |
| 클럽                   | 소속리그     | 시즌 | 출장 | 득점 | 도움 | 출장 | 득점 | 도움 | 출장 | 득점 | 도움 |
| ---------------------- | ------------ | ---- | ---- | ---- | ---- | ---- | ---- | ---- | ---- | ---- | ---- |
| 고양 KB국민은행 축구단 | 내셔널리그   | 2007 | 12   | 3    | 3    | 0    | 2    | 0    | 14   | 3    | 3    |
| 고양 KB국민은행 축구단 | 내셔널리그   | 2008 | 10   | 0    | 0    | 0    | 2    | 0    | 12   | 0    | 0    |
| 고양 KB국민은행 축구단 | 내셔널리그   | 2009 | 24   | 4    | 5    | 0    | 2    | 0    | 26   | 4    | 5    |
| 고양 KB국민은행 축구단 | 내셔널리그   | 2010 | 21   | 5    | 3    | 0    | 1    | 0    | 22   | 5    | 3    |
| 고양 KB국민은행 축구단 | 내셔널리그   | 2011 | 26   | 8    | 3    | 0    | 1    | 0    | 27   | 8    | 3    |
| 고양 KB국민은행 축구단 | 내셔널리그   | 2012 | 20   | 8    | 12   | 0    | 3    | 1    | 23   | 8    | 13   |
| 고양 KB국민은행 축구단 | 합계         | 합계 | 113  | 28   | 26   | 0    | 11   | 1    | 124  | 28   | 27   |
| 화성 FC                | K3리그       | 2015 | 17   | 2    | -    | 3    | 2    | 0    | 20   | 4    | -    |
| 화성 FC                | K3리그       | 2016 | 10   | 0    | -    | 0    | 0    | 0    | 10   | 0    | -    |
| 화성 FC                | 합계         | 합계 | 27   | 2    | -    | 0    | 3    | -    | 30   | 4    | -    |
| FC 안양                | K리그 챌린지 | 2013 | 32   | 6    | 7    | 0    | 1    | 0    | 32   | 6    | 7    |
| FC 안양                | K리그 챌린지 | 2014 | 34   | 8    | 6    | 0    | 1    | 0    | 35   | 8    | 6    |
| FC 안양                | K리그 챌린지 | 2017 | 6    | 0    | 0    | 0    | 1    | 0    | 7    | 0    | 0    |
| FC 안양                | K리그2       | 2018 | 7    | 0    | 0    | 0    | 1    | 0    | 8    | 0    | 0    |
| FC 안양                | 합계         | 합계 | 79   | 14   | 13   | 0    | 2    | 0    | 83   | 14   | 13   |